# María Molinero Barriuso
María Molinero Barriuso (Madrid, España) es una arquitecta española especializada en estructuras de la edificación y mecánica de suelos, implicada en voluntariado y Cooperación  al desarrollo.

## Trayectoria
Molinero estudió en la  Escuela Técnica Superior de Arquitectura de Madrid (ETSAM), donde se graduó como arquitecta. Desarrolla su trabajo profesional como docente y como arquitecta independiente. Como docente es profesora de estructuras de la edificación en la Universidad Pontificia de Salamanca desde el año 2009, ha impartido la asignatura de Mecánica del Suelo y Cimentaciones. También es tutora de Proyecto Fin de Carrera como experta en dimensionado de estructuras.
Molinero ejerce como profesional independiente colegida en el Colegio Oficial de Arquitectos de Madrid, trabaja como arquitecta y fundó en 2004 el estudio Radio de giro. Es socia del arquitecto José Luis de Miguel Rodríguez. Está especializada en diseño y cálculo de estructuras, dirección de obra y pericia judicial. Ha realizado encargos para diferentes instituciones, destacar realizados para el Consejo Superior de los Colegios de Arquitectos de España (CSCAE), en revisión de normativa técnica como la Instrucción Española del Hormigón Estructural ( EHE - 2008) o el Código Técnico de la Edificación (CTE) en las partes dedicadas a estructuras, y de Aplicación del CTE en ahorro energético para la edición de 2007.
Molinero trabaja para particulares, organizaciones, públicas y privadas. Ha realizado encargos para la administración pública como el informe sobre el estado de la estructura del Edificio de la Calle García de Paredes de Madrid, para el Ministerio de Hacienda y Administraciones Públicas. Realizó colaboraciones en proyectos de diferentes usos en el diseño, cálculo y dimensionado de las estructuras. Desde 2011 realiza voluntariado y proyectos de cooperación internacional con diferentes instituciones ONG, como fue su participación en la ejecución de un hospital en Etiopía o la construcción del saneamiento en Niamey.

## Obras seleccionadas
- 2004 Intervalo. Escenario de encuentro entre grupos inicialmente distantes. Proyecto Fin de Carrera. Universidad Politécnica de Madrid.[1]
- 2007 CTE-SE-F seguridad estructural fábricas: aplicación a edificios de uso residencial vivienda-DAV. Colaboración con Ricardo Aroca Hernández-Ros, Jaime Cervera Bravo y José Luis de Miguel Rodríguez. ISBN 978-84-934051-9-9.[6][3]
- 2019 Redacción de informe sobre el estado de la estructura del Edificio de la Calle García de Paredes, 65 de Madrid.[4]